# Luis Alberto Aguilera
Luis Alberto Aguilera González (Cuernavaca, Morelos, 15 de agosto de 1990) es un cantante y compositor mexicano, hijo menor del cantante Juan Gabriel.

## Biografía
Luis Alberto Aguilera se presentó en la industria musical en 2016. Sin etiquetarse dentro de ningún género en particular, ha logrado definir su propio estilo personal, tomando diferentes aspectos musicales del Pop, Música Urbana, Baile, R&B, Balada y Rock, combinando estos en nuevas y únicas canciones.
Luis Alberto nació y creció en Cuernavaca, México hasta cumplir 10 años, luego se trasladó a Las Vegas, Nevada, dónde vivió por algunos años. Su padre fue una gran inspiración tanto en su vida personal como en su carrera musical. La más grande enseñanza que le dejó fue el "buscar siempre lo mejor de todo, disfrutando felizmente de la vida, incluso en los malos momentos".
Luis Alberto Aguilera busca hacer su propia contribución a la música y al mundo. Desde principios de 2017 este joven artista ha estado trabajando duro en su primer disco, con todas las canciones de su autoría y con su propio sello y propuesta innovadora. Cada canción y letra se creó de manera espontánea, genuina y real, sin conformarse a reglas estrictas.
Sin quitar la vista del futuro, Luis Alberto Aguilera busca la innovación en la música, salir de su propia zona de confort. Busca lograr que su música llegue a todos los rincones del mundo, inspirando a mucha gente en el camino, contribuyendo al aspecto creativo de la música y dejando su esencia encarnada en cada una de sus canciones.

## Discografía
- Incertidumbre (2017)
  - Incertidumbre

- Anoche (2017)
  - Anoche
  - Anoche Millennial Mix